# Блок коммунистов и беспартийных
Блок коммунистов и беспартийных — фиктивная политическая коалиция между ВКП(б) и беспартийными, учреждённая 7 декабря 1937 года. Блок выдвигал единственного кандидата на выборах советов всех уровней в СССР начиная с 1937 года и до введения состязательных выборов в 1987 году.

## История
Блок был основан 7 декабря 1937 года, когда газета «Правда» в своём очередном издании объявила об учреждении политического объединения коммунистов и беспартийных членов перед I-ыми выборами в Верховный совет СССР, который создавался с целью видимости единства партии и народа после разгрома оппозиции и нелояльных Сталину политических деятелей. Так, по мнению Земцова, одной из целей создания блока являлось создание видимости того, что политические репрессии осуществлялись в интересах народа, и привели к установлению народной демократии, хотя при этом беспартийные члены тщательно отбирались и утверждались партийными организациями. Порождение подобного союза обусловлено тем, что коммунистам, для создания иллюзии альтернативности или демократичности выборов, не с кем было блокироваться, так как иные силы были запрещены, а ВЛКСМ, что ранее выдвигался на выборах, открыто являлся исключительно лояльной силой, не имеющая даже видимой автономии, из-за чего те не подходили на блокирование, и пришлось создавать видимость демократичности через блокирование с эфемерными беспартийными силами, которые хоть и априори не имеют единства или собственных структур, но могут создать ширму демократичности процедур.